# Anne Hautefeuille
Anne Hautefeuville, född La Chappe, död 23 maj 1663 i La Rochelle, var en fransk skådespelare. Hon var bland annat engagerad vid drottning Kristinas hovteater, La troupe de la reine de Suede. 
Anne Hautefeuille var dotter till Michel de la Chappe och Francoise Chaveau och syster till Marie de la Chappe. Hon gifte sig med kollegan Toussaint Le Riche, och övertog då hans artistnamn Hautefeuille. 
Hon uppträdde i Lyon 1644 och i Grenoble 1646. Hon engagerades tillsammans med maken vid drottning Kristinas hovteater i Bryssel 1655, där de var aktiva fram till 1658. År 1662 var hon aktiv vid den franske kronprinsens hovteater.